# The Sentinel (St. Helena)
The Sentinel ist eine von nur zwei Zeitungen in St. Helena, einem gleichberechtigten Teil des Britischen Überseegebiets St. Helena, Ascension und Tristan da Cunha. Der Sentinel erscheint als Wochenzeitung donnerstags durch „South Atlantic Media Services“ (SAMS). Ersterscheinung war am 29. März 2012 unter dem Dach der St Helena Broadcasting (Guarantee) Corporation.
Der Sentinel finanziert sich durch Anzeigen und die Unterstützung der Regierung des Überseegebietes.